# Die Nation (Schweiz)
Die Nation war eine Schweizer Zeitung, die von 1933 bis 1952 bestand.

## Geschichte
Die Nation wurde im September 1933 von einer Gruppe von Persönlichkeiten gegründet, welche sich über Partei- und Klassengrenzen hinweg einsetzten für Unabhängigkeit, Demokratie und Rechtsstaatlichkeit. Der Schweizer Künstler Max Bill entwarf die Typografie. Die Nation prangerte den Faschismus in Italien ebenso an wie den Nationalsozialismus in Deutschland und wurde zu einem antifaschistischen geistigen Bollwerk in der Schweiz.
Bevor der Journalist Peter Surava zur Nation stiess, hatte die Zeitung eine Auflage von 8'000 Exemplaren. Suravas Artikel erwiesen sich als wohlinformiert. Sie berichteten über die Opfer des Nationalsozialismus und über die Situation in den Judenghettos. Sie wandten sich gegen politisch motivierte Tendenzen in der Schweiz, die Nachrichten über die Weltpolitik durch die Zensur zu filtrieren und zu schönen.
Die Schweizer Pressezensur wollte das nationalsozialistische Deutschland nicht reizen. General Guisan warnte davor, dass die Presse für einen nationalsozialistischen Überfall auf die Schweiz verantwortlich gemacht werden könnte, wenn sie weiterhin so schreibt wie die Nation, und sprach vom möglichen «Blutzoll» seiner Soldaten. Doch das Thema Zensur war politisch, und Guisan wollte sich da eigentlich nicht weiter einmischen, weshalb er die Leitung der Zensur 1940 einer zivilen Stelle übertrug, dem Polizei- und Justizdepartement von Eduard von Steiger. In Hunderten von Zensurentscheiden leugnete die Schweizer Pressezensur unter dem damaligen BGB-Bundesrat Eduard von Steiger, der vor dem Krieg Vertrauensanwalt der deutschen Gesandtschaft in Bern war, die Judenvernichtung. In den Zensurentscheiden finden sich Ausdrücke wie etwa «Deutschland, eine mit uns befreundete Macht». Die Schweizer Pressezensoren hatten die Judenvernichtung als «Greuelpropaganda», «Greuelmärchen» oder «reine polnische Propaganda» bezeichnet. Es finden sich in diesen Akten im Schweizerischen Bundesarchiv handschriftliche Randbemerkungen, die teilweise von Eduard von Steiger stammen, wie etwa: «die Nation ist ein Dreckblatt, das man raschestens einstellen sollte» oder «Surava – ein Schweinehund!». Der damalige Chefredaktor Peter Surava und mit ihm Die Nation wehrten sich dagegen und wurden dafür laufend gemassregelt.
So wurde der Name Peter Surava für viele Schweizer der Weltkriegszeit zu einem klaren Wegzeichen. Es war deshalb kein Wunder, dass die Auflage der Nation auf 120'000 Exemplare stieg. Die Auflagesteigerung setzte vor allem nach Stalingrad ein. Damals steckten viele Schweizer Die Nation sichtbar in ihre Westentaschen, um zu zeigen, was sie denken, nachdem sie es zuvor vorgezogen hatten, sich nicht öffentlich zu ihrer Meinung zu bekennen. Die Nation war auch ein Pionierblatt für Sozialreportagen mit Texten von Peter Surava und Fotos von Paul Senn.
Die Nation und Peter Surava erregten nach einer langen Zeit des Vergessens wieder Aufsehen durch den 1995 entstandenen Dokumentarfilm Er nannte sich Surava von Erich Schmid und das im Wolfbach Verlag Zürich erschienene Buch Abschied von Surava (Hrsg. Erich Schmid) mit Texten von 22 Autorinnen und Autoren, darunter Bundesrätin Ruth Dreifuss, Bundesrat Flavio Cotti, Alfred A. Häsler, Oskar Reck, Helmut Hubacher, Josef Estermann, Werner Kramer, Sigi Feigel, Richard Dindo, Peter Kamber und Zeichnungen von Hanny Fries.